# Syllectra congemmalis
Syllectra congemmalis är en fjärilsart som beskrevs av Jacob Hübner 1823. Syllectra congemmalis ingår i släktet Syllectra och familjen nattflyn. Inga underarter finns listade i Catalogue of Life.